# Кокимбо Унидо
«Коки́мбо Уни́до» (исп. Coquimbo Unido) — чилийский футбольный клуб из города Кокимбо. С 2022 года выступает в чилийской Примере, высшем дивизионе страны.

## История
Клуб был основан 15 августа 1957 года. Команда провела в чилийской Примере 26 сезонов, впервые попав туда в 1963 году. Лучший результат в истории команды — это второе место в чемпионате, которого «Кокимбо Унидо» добивался дважды — в 1991 году и в 2005 в чемпионате Апертуры. Благодаря второму месту по итогам чемпионата 1991 года команда добилась права сыграть в Кубке Либертадорес 1992, где не смогла преодолеть групповую стадию. В 2005 году участники в Кубке Либертадорес следующего года от Чили определялись в сводной таблице сезона, и команда не смогла попасть в число лучших.
Наиболее долгий период пребывания в элите чилийского футбола приходится на 1997—2007 годы. Спустя 11 лет, 4 ноября 2018 года, «Кокимбо Унидо» вновь завоевал путёвку в Примеру.
В 2019 году «Кокимбо Унидо» занял пятое место в чемпионате Чили, благодаря чему заработал путёвку в розыгрыш Южноамериканского кубка. В этом турнире в 2020 году «Кокимбо» сумел дойти до полуфинала. Несмотря на успешное выступление на международной арене, по итогам сезона 2020 команда заняла последнее место в Примере и вылетела во второй дивизион. Однако команда сразу же уверенно выиграла турнир и заработала право на возвращение в элиту в 2022 году.
«Кокимбо Унидо» играет свои домашние матчи на стадионе «Франсиско Санчес Руморосо» в Кокимбо, вмещающем 18 750 зрителей.

## Достижения
- Вице-чемпион Чили (2): 1991, Ап. 2005
- Победитель Второго дивизиона (4): 1962, 1977, 2018, 2021

## Участие в южноамериканских кубках
- Кубок Либертадорес (1):
  - Первый раунд — 1992
- Южноамериканский кубок (1):
  - Полуфинал — 2020